# 드니프로 버스 터미널

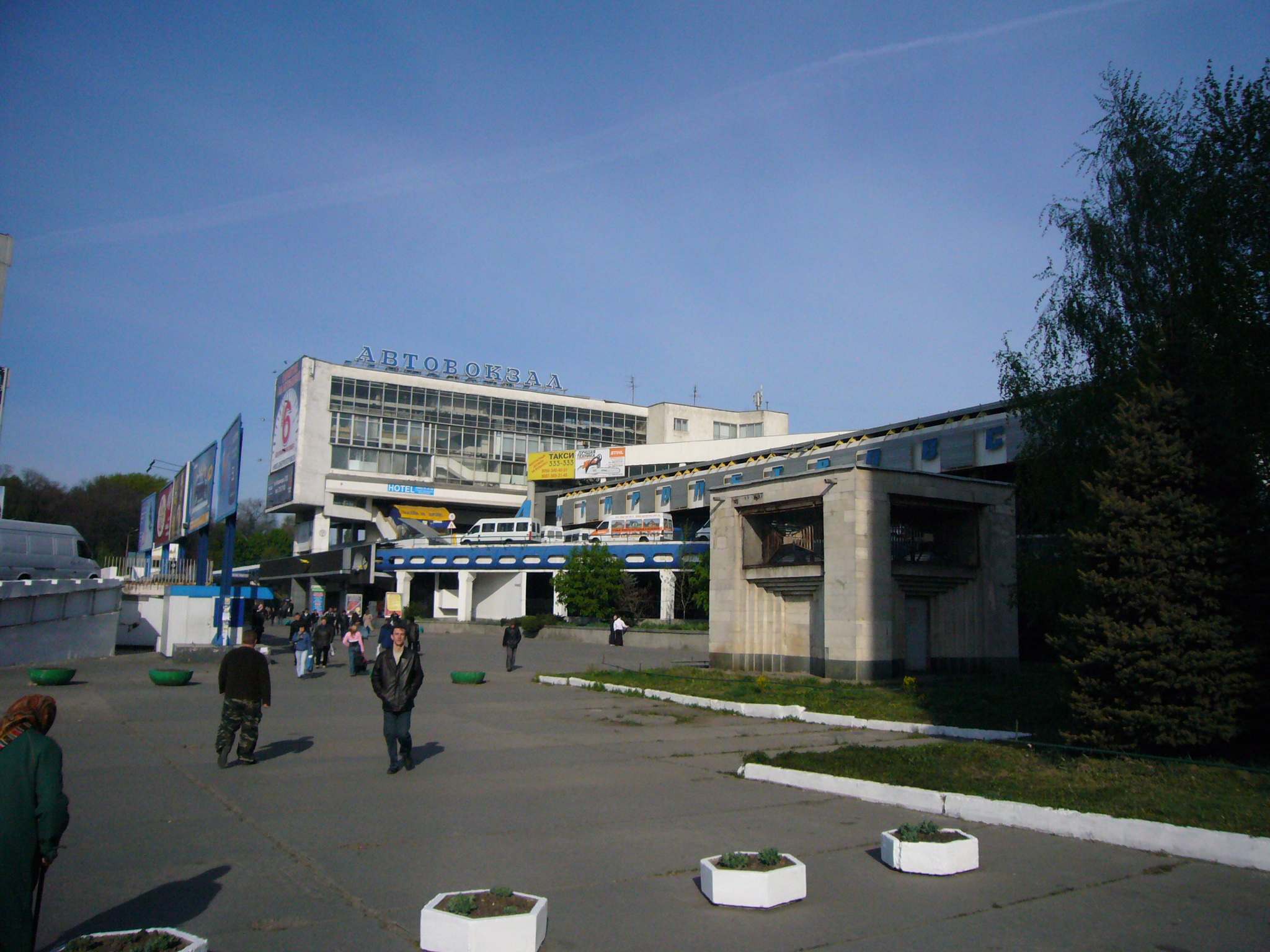
드니프로 버스 터미널

드니프로 버스 터미널(우크라이나어: Дніпровський автовокзал)은 우크라이나 드니프로에 위치한 종합 버스 터미널이다. 드니프로 홀로우니 역 인근에 위치하며 드니프로페트로우스크 지역 버스 터미널 기업에서 운영한다. 드니프로페트로와 우크라이나의 주요 도시를 연결하는 고속버스, 시외버스 노선을 운행하고 있다.